# Арансас (округ)
О́круг Ара́нсас (англ. Aransas county) — округ штата Техас Соединённых Штатов Америки. На 2000 год в нём проживало 22 497 человек. По оценке бюро переписи населения США в 2008 году население округа составляло 24 900 человек. Окружным центром является город Рокпорт.

## История
Округ Рокпорт был сформирован в 1871 году. Он был назван в честь испанского укреплённого пункта Рио-Нуэстра-Де-Арансасу, располагавшегося на территории будущего округа.